# Vladimir Kiselyov
Vladimir Viktorovich Kiselyov (em russo: Владимир Викторович Киселёв) (Myski, Oblast de Kemerovo, 1 de janeiro de 1957 – Kremenchuk, 7 de janeiro de 2021) foi um atleta ucraniano que competiu, nas décadas de 1970 e 1980, na modalidade do arremesso de peso. Foi campeão olímpico em Moscovo 1980, com um lançamento de 21.35 m, representando a União Soviética.
Morreu em 7 de janeiro de 2021, aos 64 anos, em Kremenchuk. Sua morte foi confirmada pelo prefeito da cidade de Kremenchuk, Ruslan Protsenko, cidade a qual residia Kiselyov.